# 藤原友佳
藤原友佳（1985年3月30日—）。是日本漫畫家。綽號：友佳。血型O型，身高152公分，日本愛知縣出身。
藤原友佳為本名，但筆名換成平假名標示的藤原ゆか（ふじわら ゆか）。
目前為Ribon的連載漫畫家。

## 關於
愛犬（米格魯）貝魯♂，已於2007年12月過世。

## 經歷
- 以出道作品《屬於我們的青春舞台!》獲得第51屆《りぼん》新人漫畫獎準入選，並刊登於《りぼんオリジナル》2002年12月號。
- 老師在還沒以漫畫家身份出道前，曾投稿模擬畫到《ONE PIECE》（航海王）第6集中的騙人布畫廊（UGK），並且獲得大獎。第50集中也被介紹過「UGK裡出了個漫畫家!!」

《ONE PIECE》（航海王）的作者尾田榮一郎還曾經幫友佳老師在《CRASH!》日文版第1集的書腰上寫過評語。
- 於2010年8月受尖端出版之邀來台舉辦海外首次簽名會，《CRASH!》第2部在《夢夢》月刊上進行連載。

## 連載作品
- 《茜色Show Time》（茜色ショー･タイム）（全1集）
- 《SMASH 1》（スマッシュ1）（《Ribon》2005年7月號－12月號，全1集）
- 《Dancing Baby果林》（ダンシングベイビーかりん）（《Ribon》2006年4月號－10月號，全2集）
- 《CRASH!》（CRASH!）（《Ribon》2007年5月號－2013年8月號，全16集）
- 《青春贊歌哈利路亞》（ラララハレルヤ）（《Ribon》2014年5月號－2015年2月號，全2集）
- 《小魔女學園：月夜的王冠》（リトルウィッチアカデミア　月夜の王冠）（《Ribon》2015年10月號－2016年2月號，全1集）
- 《Sexy Zone/〜We are Sexy Zone!〜》
- （「LINEマンガ（日语：LINEマンガ）」2020年4月29日－2022年11月23日[1]，全5集）

### 短篇集
- 《歡喜冤家大戰記》（バカップル大戦記）（全1集）

## 外部連結
- ふじわら亭 - 個人首頁。
- ふじわらにっき （页面存档备份，存于） - 個人網誌。